# Louis Bastien

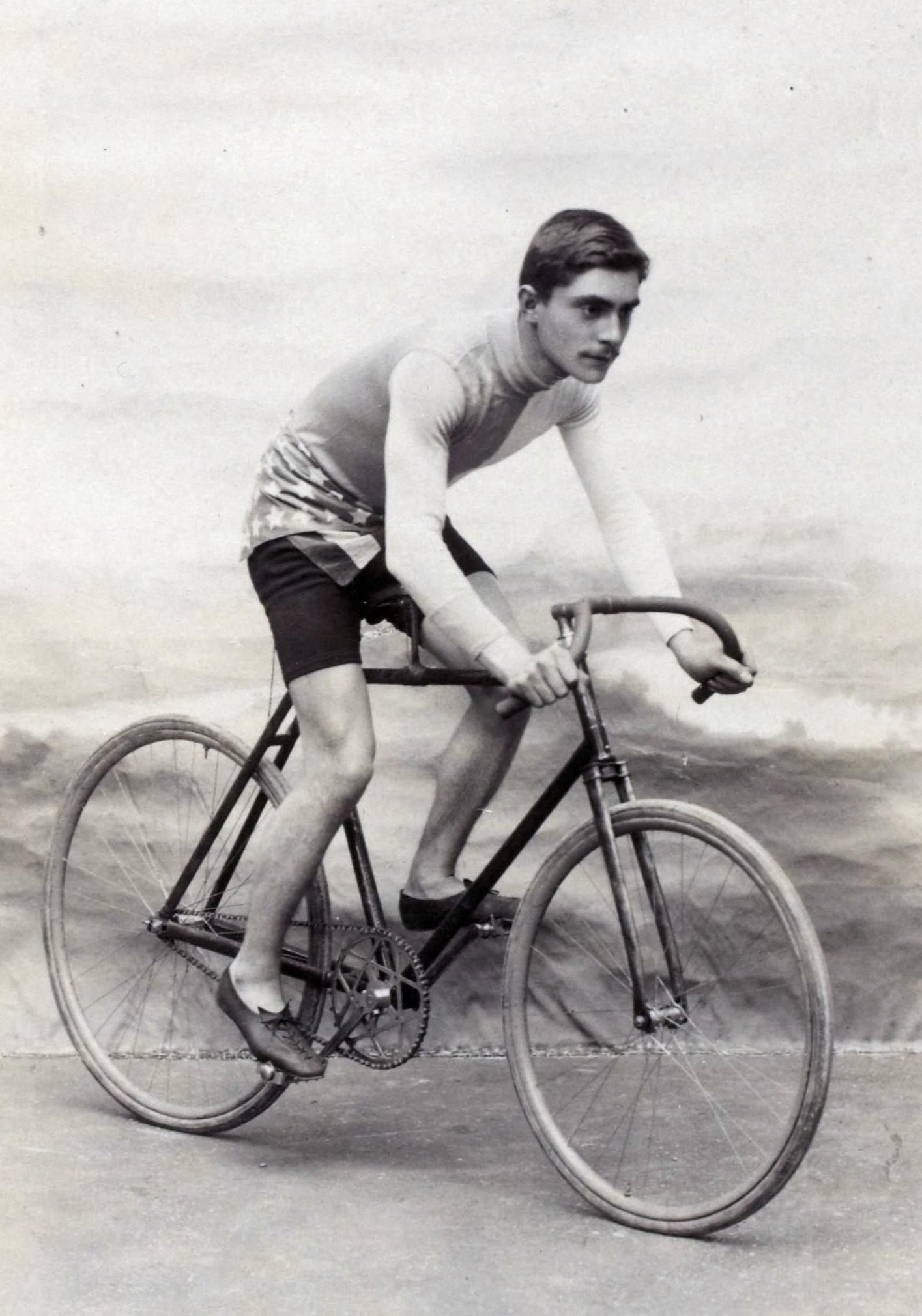
Louis Bastien (1900)

Louis Bastien (* 26. Oktober 1881 in Paris; † 13. August 1963 in Châteauroux) war ein französischer Bahnradsportler, Fechter und Olympiasieger.
1900 wurde Louis Bastien bei den ersten Bahn-Weltmeisterschaften des neugegründeten Weltradsportverbandes Union Cycliste Internationale (UCI) in Paris Weltmeister im Steherrennen der Amateure. Im selben Jahr startete er bei den Olympischen Spielen, ebenfalls in Paris, im Radsport und im Fechten. Im Fechten schied er in der ersten Runde aus, im Radsport errang er eine Goldmedaille im Scratch über 25 Kilometer.